# Лорънс Уелс
Лорънс Алън Уелс (на английски: Lawrence Allen Wells) е австралийски пътешественик-изследовател, топограф.

## Ранни години (1860 – 1891)
Роден е на 30 април 1860 година в Пенола, Южна Австралия, втори син в семейството на Томас Уелс и Изабела Елизабет (по баща Келш). В началото на жизнения си път се заема с търговия, но скоро се отказва и през 1878 започва работа в Проучвателния отдел на щата Южна Австралия. През 1883 г. поема длъжността заместник-инспектор в Проучвателната служба в Северните територии и Куинсланд и през следващите 3 години извършва там многочислени картографски и проучвателни дейности.

## Експедиционна дейност (1891 – 1908)
През 1891 – 1892 г. взема участие в експедицията на Дейвид Линдзи, която освен често географските достижения открива и златни находища в Западна Австралия.
На 16 юли 1896 г. възглавява експедиция от седем души с двадесет камили, която изследва Голямата пясъчна пустиня в Австралия между 22 – 26º ю.ш. и 122 – 124º и.д. Маршрутът на експедицията е от юг на север и преминава през най-безводната част на пустинята, където двама от спътниците му – Чарлз Уелс (негов братовчед) и Джордж Джоунс (18-годишен, племенник на Дейвид Линдзи), безследно изчезват. Телата им са намерени от Лари Уелс едва на 27 май 1897 г.
От 1905 до септември 1908 г. ръководи тригонометричните измервания в северозападните части на Северните територии.

## Следващи години (1909 – 1938)
Уелс приключва с топографските си дейности през 1909 и се отдава на политика, като става член на данъчния съвет на щата. Назначен е през 1910 за заместник-комисар на комисията по събирането на земеделски данъци в Южна Австралия. От 1918 до 1930 е председател на същата комисия.
В последните години от живота си, вече като пенсионер, възглавява няколко проучвателни частни експедиции през 1930, 1932 и 1933 г. на територията на Южна Австралия.
Умира на 11 май 1938 година на 78-годишна възраст.